# Luis Alberto Castiblanco
Luis Alberto Castiblanco Díaz (28 de octubre de 1978) es un deportista colombiano que compitió en taekwondo. Ganó dos medallas de bronce en el Campeonato Panamericano de Taekwondo en los años 2006 y 2010.

## Palmarés internacional
| Campeonato Panamericano | Campeonato Panamericano  | Campeonato Panamericano | Campeonato Panamericano |
| Año                     | Lugar                    | Medalla                 | Categoría               |
| ----------------------- | ------------------------ | ----------------------- | ----------------------- |
| 2006                    | Buenos Aires (Argentina) | Medalla de bronce       | –72 kg                  |
| 2010                    | Monterrey (México)       | Medalla de bronce       | –74 kg                  |